# Liste de journaux au Venezuela
La liste de journaux au Venezuela recense plusieurs dizaines de journaux d'envergure nationale ou régionale.

## Liste de journaux nationaux
- El Mundo
- El Nacional
- Quinto Día
- La Razón
- Últimas Noticias
- El Universal
- 2001

## Liste de journaux régionaux

### Anzoátegui
- Antorcha
- Impacto
- Metropolitano
- El Norte
- Nueva Prensa de Oriente
- El Nuevo Día
- La Prensa
- El Tiempo

### Aragua
- El Aragüeño
- El Clarín
- El Impreso
- El Siglo

### Barinas
- De Frente
- El Diario de los Llanos
- La Prensa

### Bolívar
- El Bolivarense
- Correo del Caroní
- El Diario de Guayana
- El Expreso
- Extra
- El Guayanés
- Nueva Prensa
- El Progreso

### Carabobo
- El Carabobeño
- La Costa
- Notitarde

### Caracas
- Abril
- El Diario de Caracas
- El Globo

### Cojedes
- Las Noticias de Cojedes

### Delta Amacuro
- Notidiario

### Falcón
- El Falconiano
- La Mañana
- Médano
- Nuevo Día

### Guárico
- La Antena
- El Nacionalista
- La Prensa del Llano

### Lara
- El Caroreño
- Diario Hoy
- El Impulso
- El Informador

### Mérida
- Cambio de Siglo
- El Correo de los Andes
- Diario Frontera
- Pico Bolívar « http://www.picobolivar.com.ve/ »(Archive.org • Wikiwix • Archive.is • Google • Que faire ?)
- El Vigía

### Miranda
- Avance
- La Calle
- La Región
- La Voz

### Monagas
- El Oriental
- El Periódico de Monagas
- La Prensa de Monagas
- El Sol

### Nueva Esparta
- El Caribe
- Diario Caribazo
- La Hora
- Sol de Margarita

### Portuguesa
- El Periódico de Occidente
- Última Hora
- El Regional

### Sucre
- El Periódico de Sucre
- Provincia
- Región

### Táchira
- La Nación

### Trujillo
- Los Andes
- El Tiempo

### Yaracuy
- Yaracuy al Día
- El Yaracuyano

### Vargas
- Diario Puerto
- La Verdad

### Zulia
- Panorama
- La Verdad
- El Regional del Zulia

## Autres
- Diario Católico
- Líder
- Meridiano
- La Religión
- Reporte